# Ruzveltova (Bělehrad)
Ruzveltova (v srbské cyrilici Рузвелтова) je ulice v srbské metropoli Bělehradu. Spojuje železniční stanici Vukov spomenik se stadionem mládeže ve východní části města.

## Historie
Ulice nese název podle amerického prezidenta Theodora Roosevelta. Tento název má od roku 1946. V letech 1937 až 1940 byla pojmenována po Goetheovi jako Geteova. Předtím byla známá jen jako Cesta k novému hřbitovu.
Za druhé světové války uskutečnili partyzáni sabotáž vojenských garážích na této ulici, při níž vyhořelo několik desítek aut.
V 50. letech 20. století byla rozšiřována, přičemž byly zbourány přízemní domy, včetně několika památníků bojovníků o Bělehrad. Na uvolněném místě byly vybudovány obytné bloky.

## Významné budovy
- budova Toblerone
- Bělehradský hřbitov s kostelem sv. Mikuláše (srbsky Crkva svetog Nikole)
- Nový hřbitov, původně sem přemístěný z Tašmajdanu.[3]
- Vojenský zeměpisný ústav